# Aulacaspis nitida
Aulacaspis nitida är en insektsart som beskrevs av Scott 1952. Aulacaspis nitida ingår i släktet Aulacaspis och familjen pansarsköldlöss. Inga underarter finns listade i Catalogue of Life.